# Sisowath Monivong
Preah Bat Sisowath Monivong (Khmer ព្រះបាទ ស៊ីសុវតិ្ថ មុនីវង្ស; * 1875 in Phnom Penh; † 1941 in Kampot) war von 1927 bis zu seinem Tod 1941 König von Kambodscha.

## Leben
Sisowath Monivong war der zweite Sohn von König Sisowath I. Zur Zeit seiner Geburt war sein Onkel Norodom I. König von Kambodscha und regierte als Marionette des französischen Protektorats Kambodscha von der seinerzeitigen Hauptstadt Odong aus das Land. Nachdem Frankreich 1884 Laos und Vietnam erobert hatte, wurde Kambodscha in die Kolonie Französisch-Indochina eingegliedert. Die königliche Familie zog von Odong in die neue Hauptstadt Phnom Penh um, wo sich auch Sisowath Monivong aufhielt.
Norodom starb 1904 und der Vater von Sisowath Monivong wurde neuer König, der seinen Sohn zum Kronprinzen ernannte. Nachdem der König 1927 gestorben war, bestieg Sisowath Monivong den Thron, blieb aber wie seine Vorgänger eine Galionsfigur Frankreichs, deren Oberster Vertreter die eigentliche Macht in den Händen hielt.
1907 mussten die Thai auf Druck von Frankreich den westlichen Teil des Landes zurückgeben. Sie hatten die 100 Jahre davor die Provinzen Battambang und Siem Reap beherrscht. Unter seiner Herrschaft wurde das Land modernisiert. Hunderte Kilometer Straßen wurden gebaut. Die Franzosen legten riesige Kautschukplantagen im Land an.
Unter Monivong wurde Kambodscha Ziel von außen gesteuerter kommunistischer Einflüsse. 1930 gründete der vietnamesische Anführer Ho Chi Minh die Indochinesische Kommunistische Partei, die anschließend eine gewisse Popularität auch in Kambodscha erlangte. Hauptziel des kambodschanischen Zweigs war die Bekämpfung der Franzosen. Dagegen existierte nahezu keine Opposition gegen die Herrschaft des Königs und der Franzosen innerhalb der Khmer Bevölkerung.
1940 wurde Frankreich vom Deutschen Reich und Italien in einem Blitzkrieg geschlagen und weitgehend besetzt. Die anschließend von den Deutschen eingesetzte Vichy-Regierung übernahm die Verwaltung nicht nur in Frankreich, sondern auch in den französischen Kolonien, einschließlich Kambodschas. Japan nutzte die prekäre Situation Frankreichs aus und begann von Vietnam aus mit der Besetzung Indochinas. Kambodscha wurde im Frühjahr 1941 okkupiert. Die französische Kolonialverwaltung durfte aber weiter unter japanischer Aufsicht arbeiten. Im Westen Kambodschas besetzte Thailand weite Landesteile, die ihm Jahrzehnte vorher von Frankreich in einer Gewaltaktion abgepresst worden waren. Sisowath Monivong zog sich daraufhin im Herbst 1941 nach Kampot zurück und starb dort im selben Jahr.
Gemäß der Thronfolge wäre Monivongs Sohn, Sisowath Monireth, Erbe des Throns gewesen, doch setzte die Franzosen Norodom Sihanouk, einen Enkel des verstorbenen Königs als neuen König Kambodschas ein, von dem sie sich wohl ein fügsameres Verhalten erwarteten. Sihanouks Vater Norodom Suramarit, König von 1955–1960, hatte Monivongs Tochter Sisowath Kosamak geheiratet.

## Bildergalerie

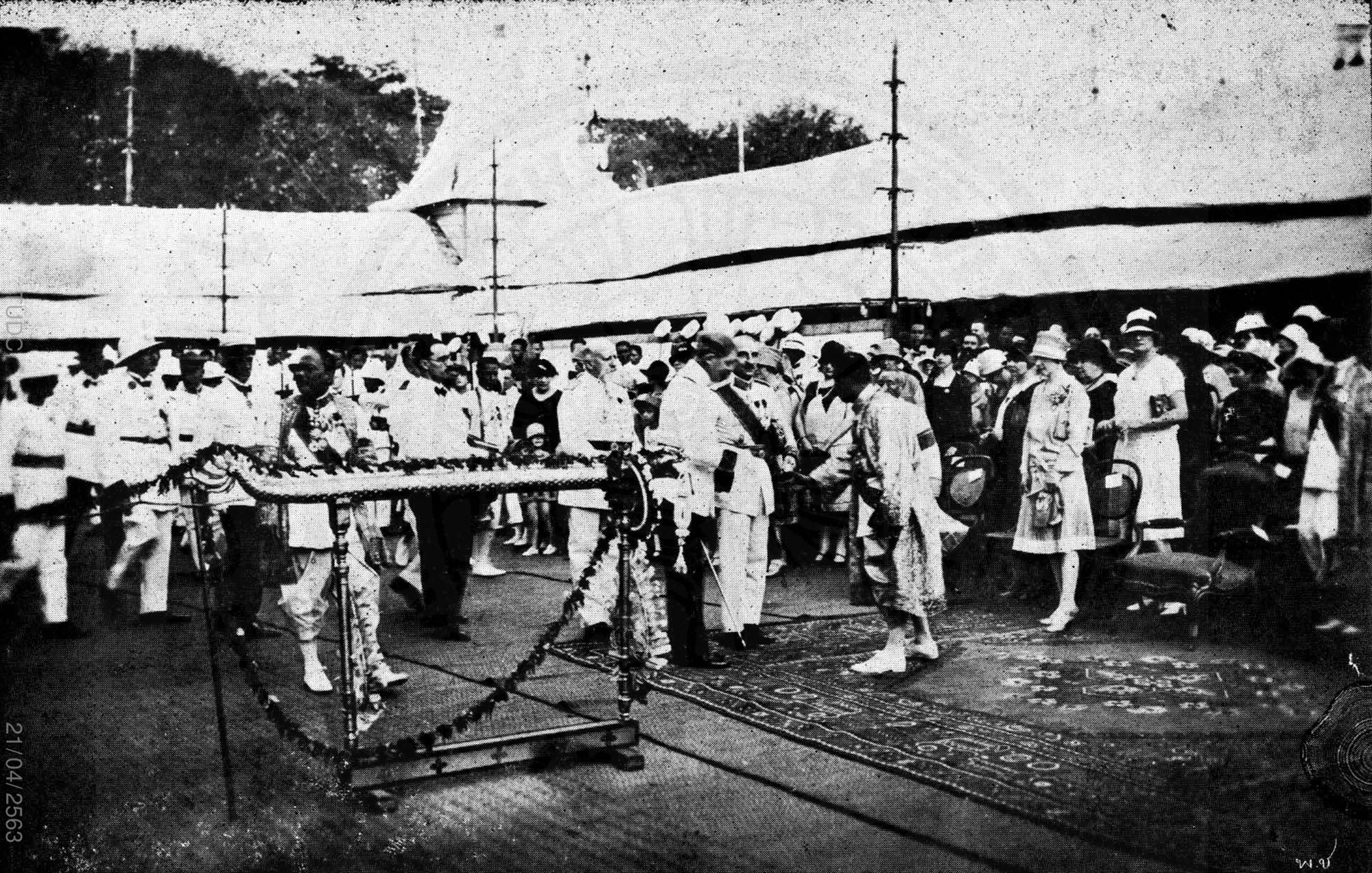
König Sisowath Monivong empfängt ausländische Repräsentanten.
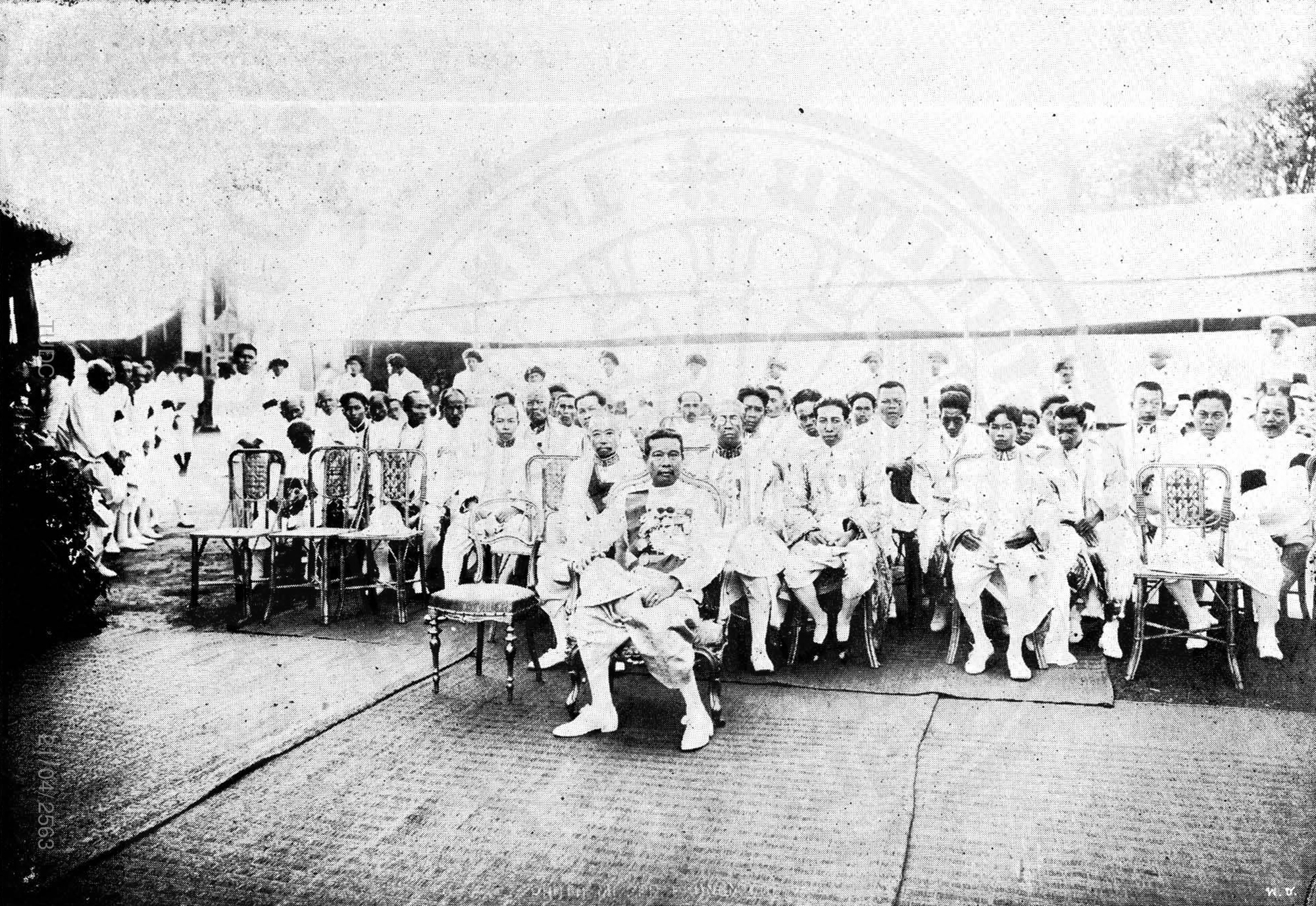
König Sisowath Monivong mit Mitgliedern der königlichen Familie.
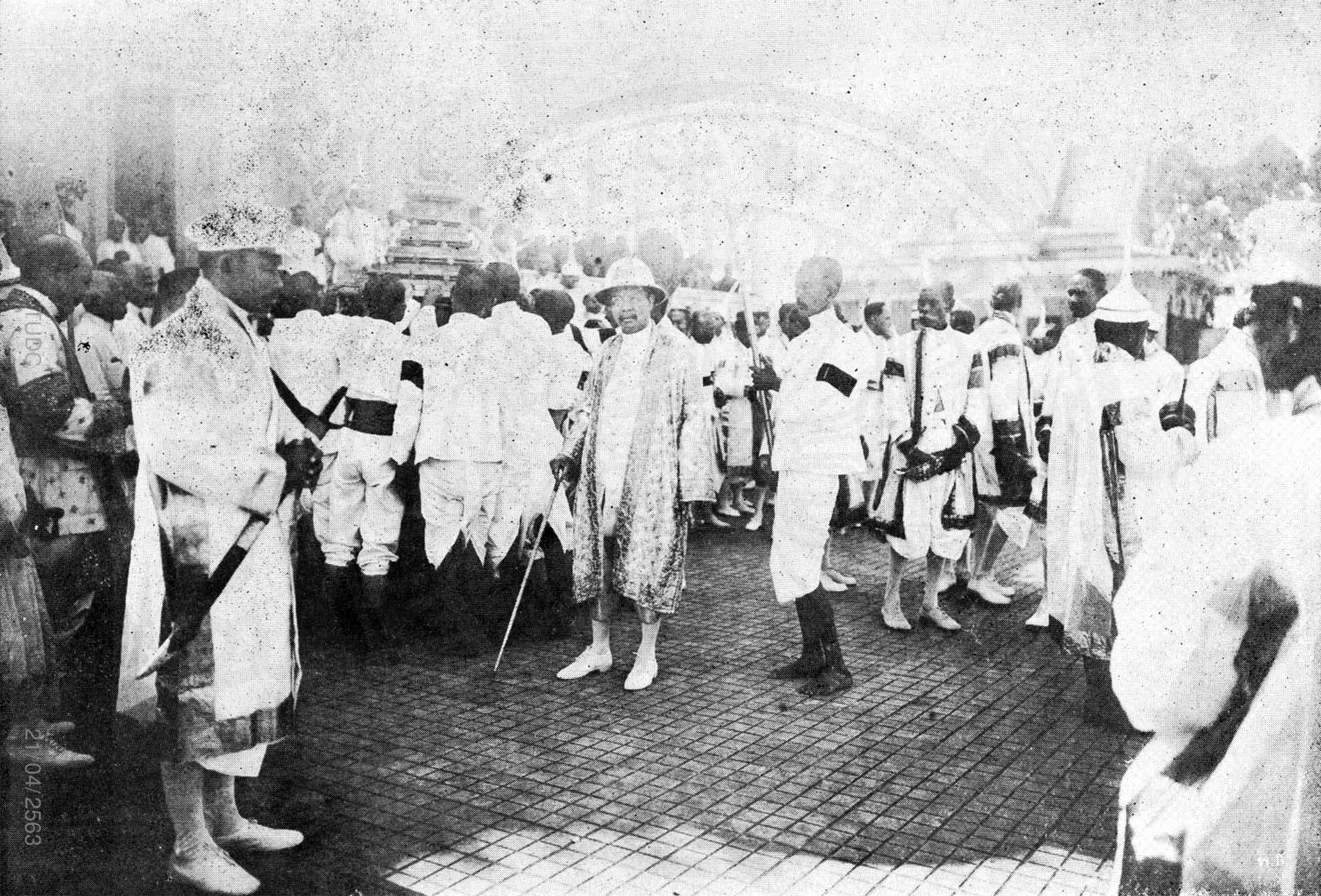
Sisowath Monivong bei der Beerdigung von seinem Vater König Sisowath I.
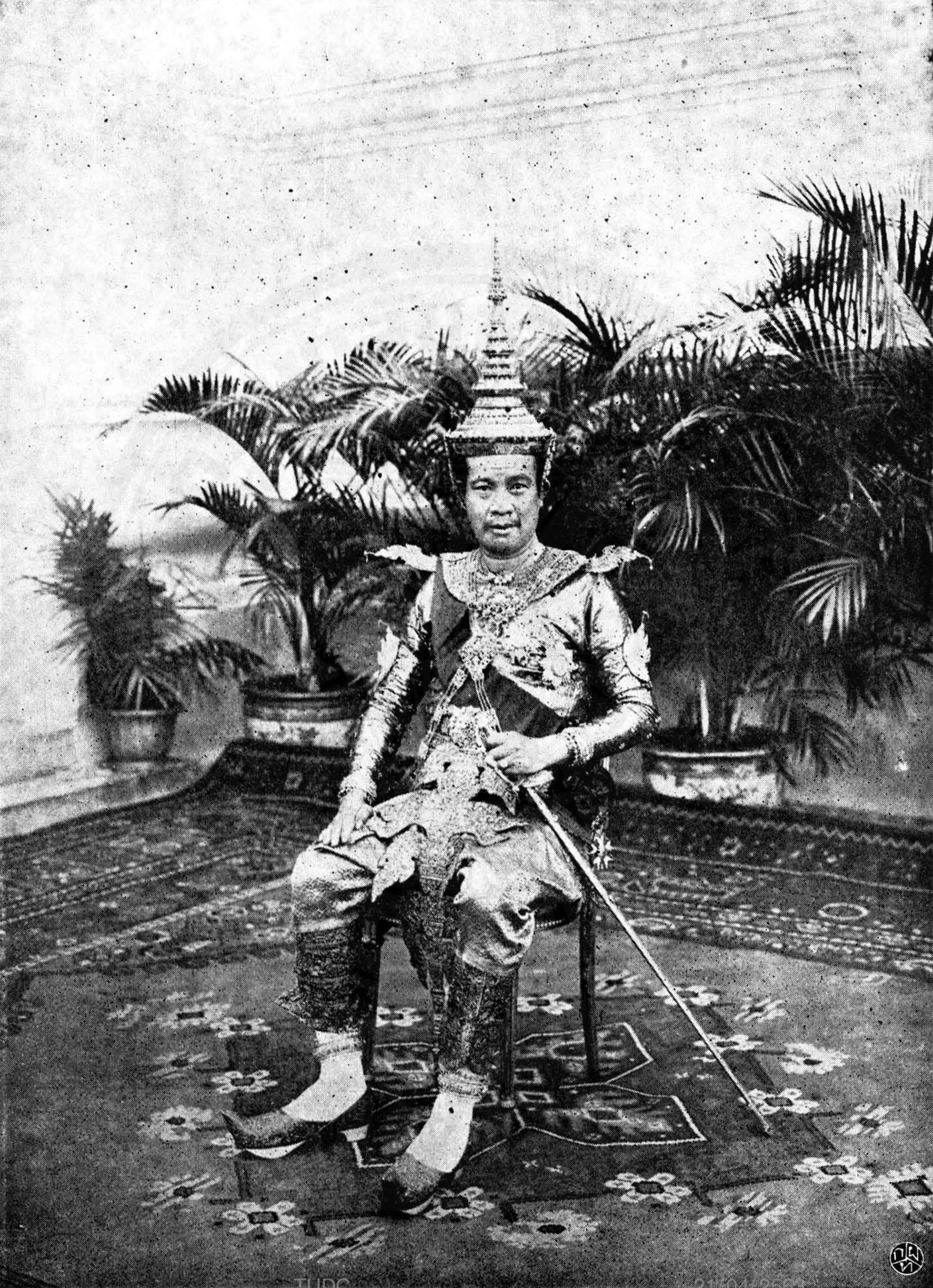
Sisowath Monivong bei der Thronbesteigung.
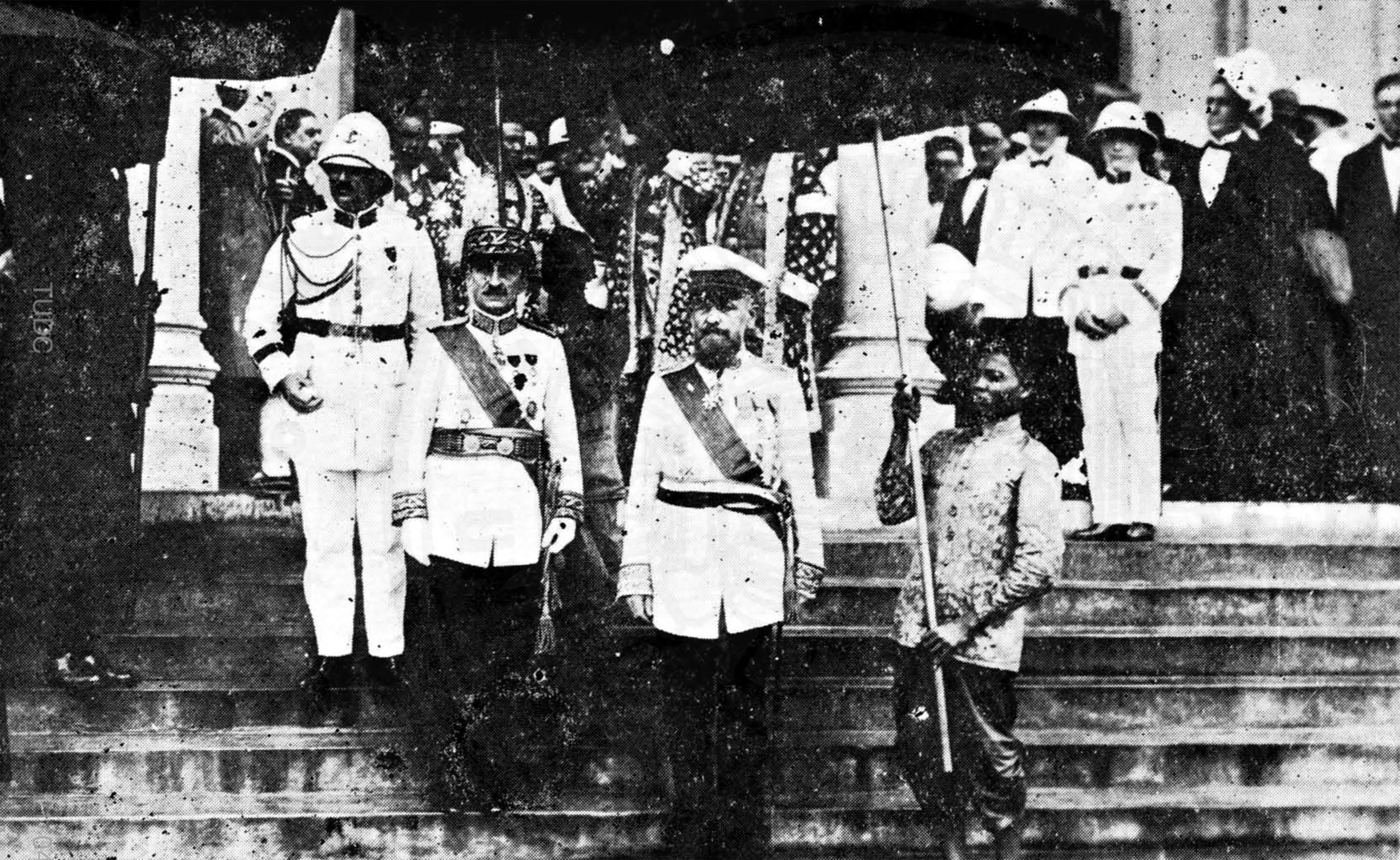
Die Delegation der französischen Kolonialbehörden während der Thronbesteigung.
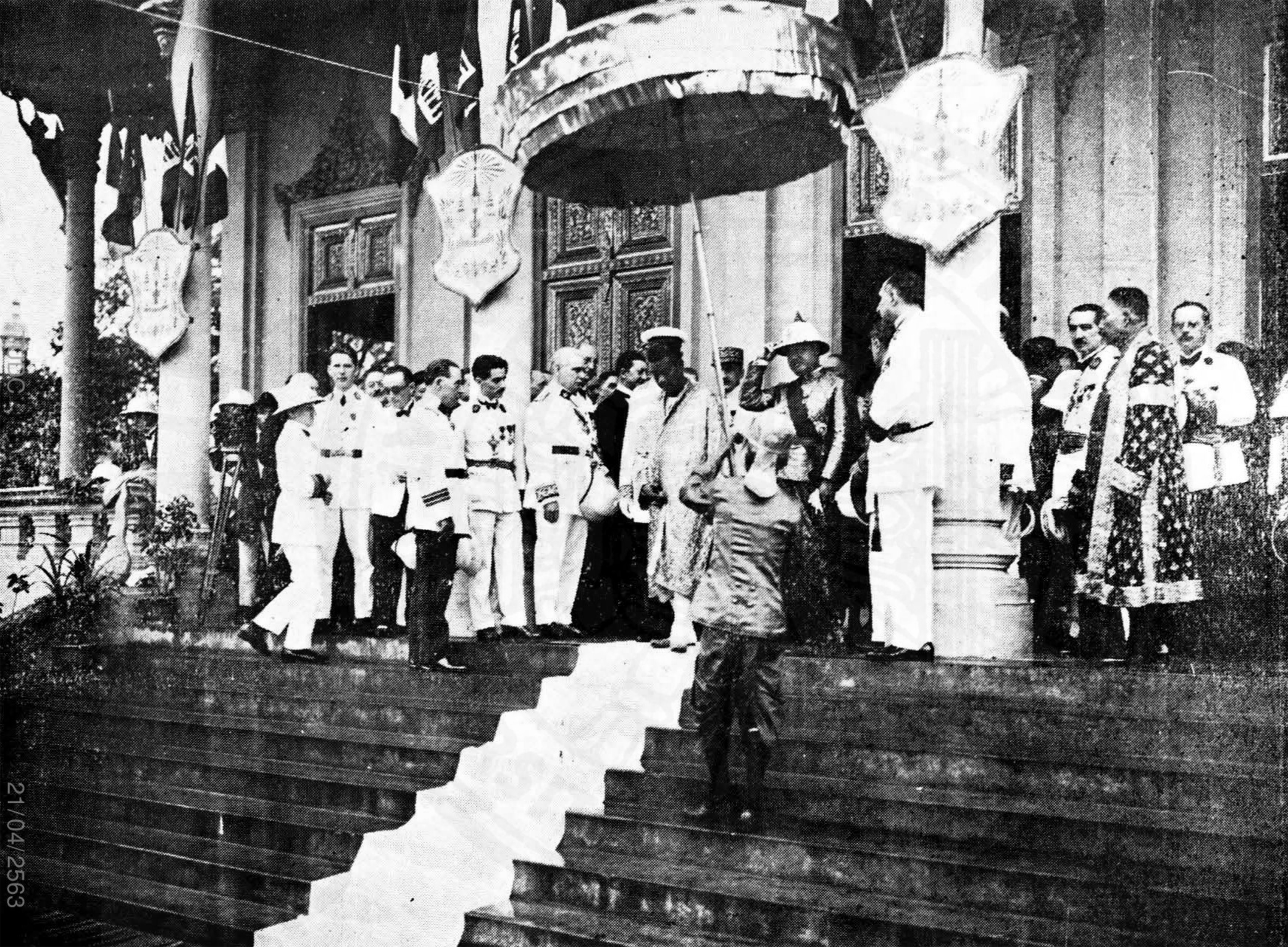
Der gekrönte König kurz vor der traditionellen Badezeremonie.
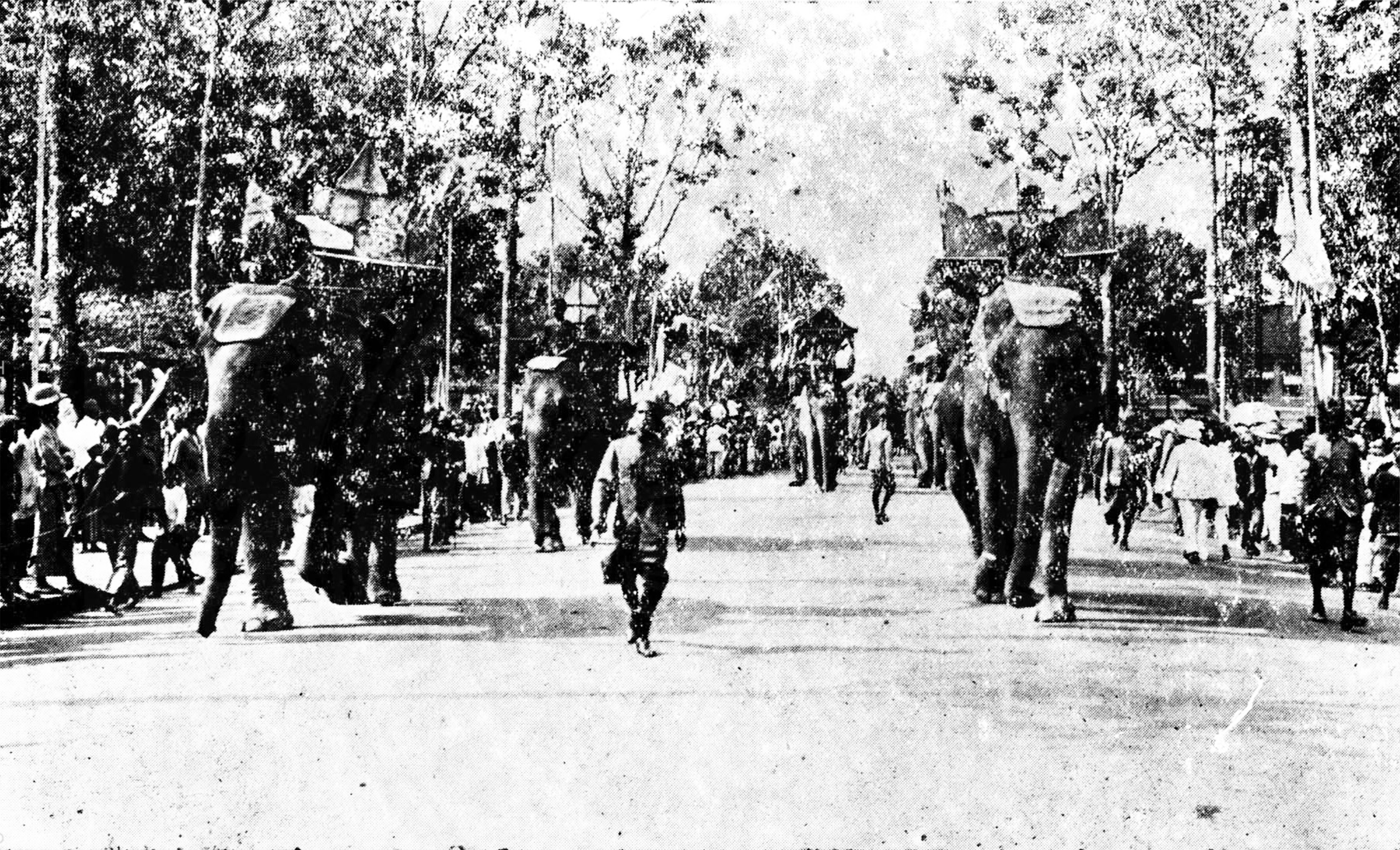
Elefanten während der Krönung in den Straßen von Phnom Penh.